# غوستاف شلايشر
غوستاف شلايشر (بالإنجليزية: Gustav Schleicher)‏ (و. 1823 – 1879 م) هو سياسي، ومهندس أمريكي، ولد في دارمشتات، كان عضوًا في الحزب الديمقراطي، توفي في واشنطن، عن عمر يناهز 56 عاماً.

## مناصب
تولى منصب عضو مجلس النواب الأمريكي
- عضو مجلس ولاية تكساس
- عضو مجلس نواب تكساس

.

## التعليم
تعلم في Friedrich-Eugens-Gymnasium Stuttgart ‏
.